# Exellodendron gracile
Exellodendron gracile là một loài thực vật có hoa trong họ Cám. Loài này được (Kuhlm.) Prance mô tả khoa học đầu tiên năm 1972.